# Sixtuskapelle (Passau)

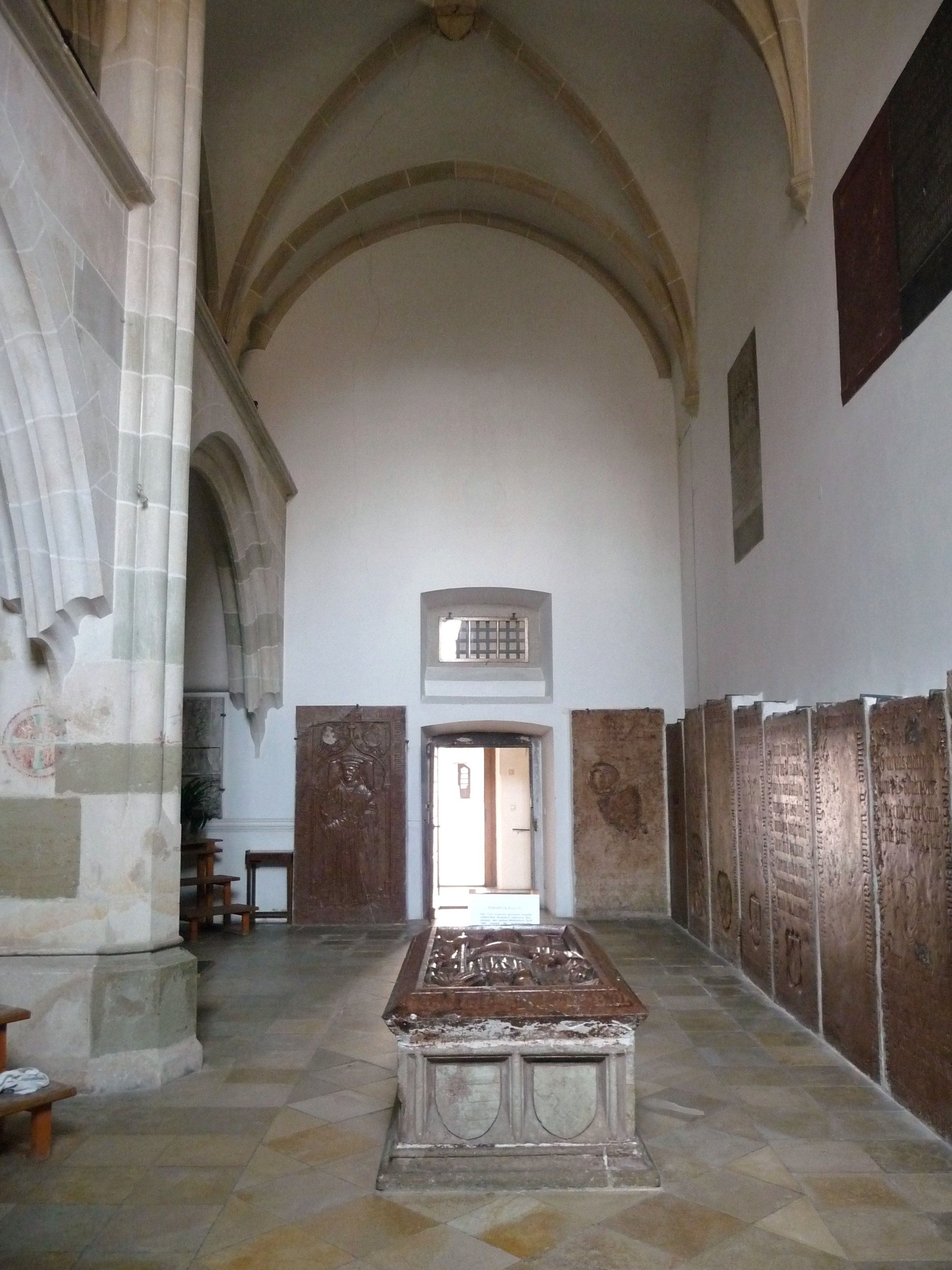
Inneres der Sixtuskapelle (Ortenburgkapelle) mit dem Hochgrab von Graf Heinrich IV.

Die Sixtuskapelle bzw. St.-Sixtus-Kapelle, aufgrund der ehemaligen Begräbnisstätte der Reichsgrafen von Ortenburg meist Ortenburgkapelle genannt, ist eine der vier Kapellen des Domhofes des Passauer Stephansdoms. Sie liegt an der Ostseite des Hofes zwischen dem Dom und der Andreaskapelle (Herrenkapelle).

## Geschichte
Die 1155 erstmals erwähnte Kapelle wurde im gotischen Stil um 1288 errichtet und ist daher die älteste am ehemaligen Domkreuzgang.
Das Ortenburger Grafengeschlecht dürfte aufgrund ihrer ehemaligen Stelle als Vögte des Domstifts in Besitz dieser Kapelle gekommen sein. Da sie die Vogtei Mitte des 13. Jahrhunderts an die bayerischen Herzöge verloren hatten, muss das Geschlecht die Kapelle bereits zuvor in ihren Besitz gebracht haben. Am 13. August 1288 bestimmte Graf Rapoto IV. die Sixtuskapelle zu seiner Begräbnisstätte, da dort bereits sein Vater und Großvater begraben seien. Seither ist sie die Grablege des Grafenhauses. Seit 1453 erweiterten und erneuerten die Ortenburger Grafen die Kapelle unter Einbeziehung des dem Nordarm des Domquerschiffes anliegenden freien Raumes.
Bis zum Ende des 17. Jahrhunderts war die Kapelle Grablege des gräflichen Hauses. Da immer mehr Mitglieder des Hauses sich dem evangelischen Glauben zuwandten, wurde nach dem Tod des Grafen Christian kein Mitglied der Familie mehr in der Gruft beigesetzt. Stattdessen wurde zunehmend die 1573 errichtete evangelische Grablege in der Marktkirche zu Ortenburg verwendet.

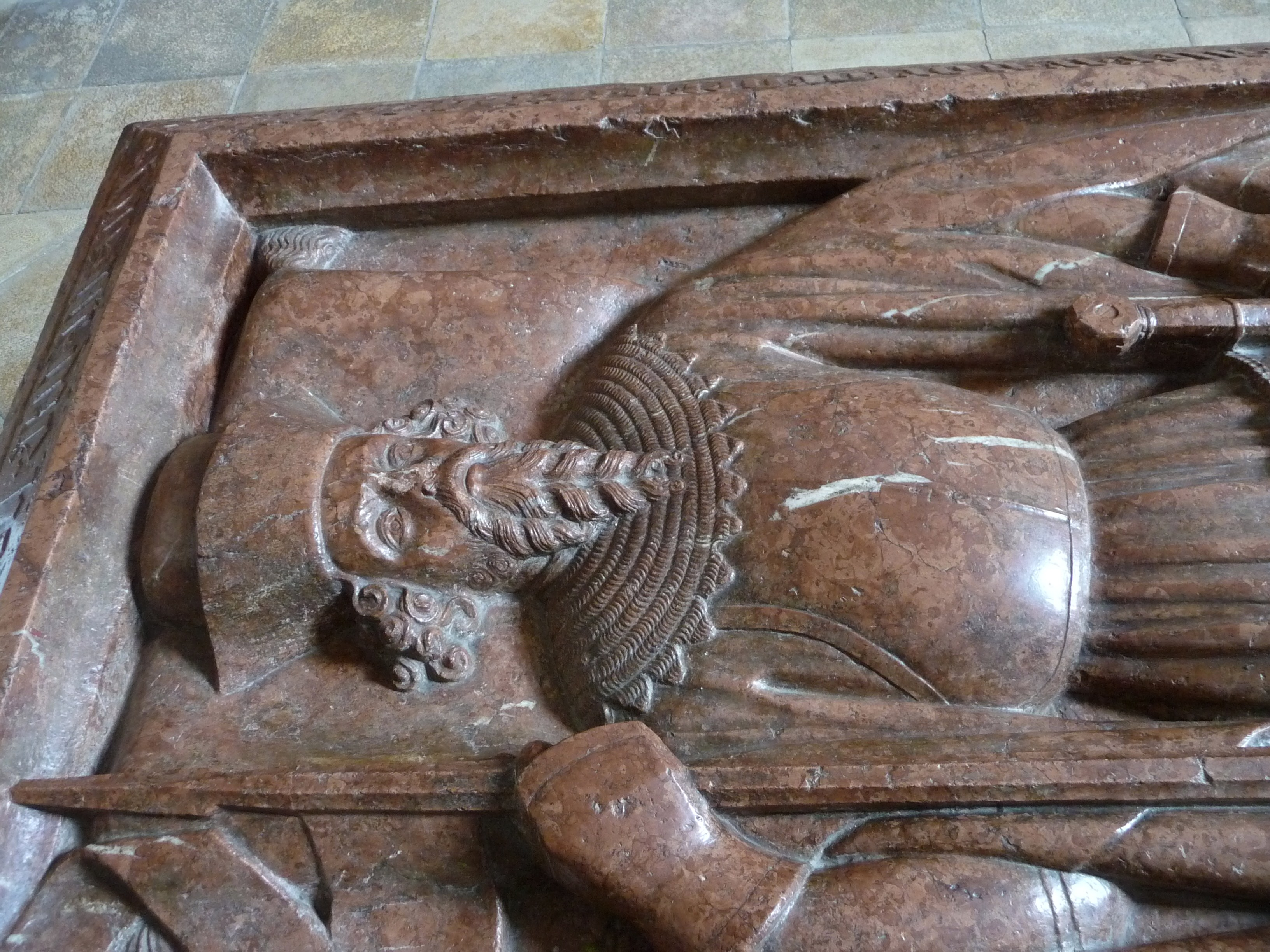
Darstellung von Graf Heinrich IV. von Ortenburg auf der Deckplatte

Im Jahre 1922 wurde die gräfliche Gruft in der Kapelle auf Geheiß von Bischof Sigismund Felix von Ow-Felldorf zuletzt geöffnet. Im Protokoll des Domvikars Dr. Ludwig Krick von dessen Kommission ist folgendes zu lesen: Unter den Steinplatten des Fußbodens der Kapelle führte eine kurze Stiege in ein kleines niedriges Gewölbe, das nur wenigen Personen Platz bietet und den Rest der ehemals großen Gruft der Grafen zu Ortenburg darstellt, die in der Mitte des 17. Jahrhunderts wegen Baufälligkeit eingeworfen wurde. Am Ende des Gewölbes sitzt auf einem gepolsterten Lehnstuhl ein gut gekleideter Leichnam, der aber samt der Kleidung schon stark in Verfall übergegangen und auf einen Haufen zusammengesunken ist. Auf der linken Seite der Gruft steht eine hölzerne Kiste voll von Totenköpfen und Gebeinen. Dabei liegen Reste von verrosteten Waffen, darunter ein Bihänder und Teile von Rosenkränzen aus Asphalt aus dem heiligen Land. Ferner fanden sich drei Platten mit Grabinschriften vor. Die eine und ganz unversehrte Platte bezieht sich auf die am 4. Oktober 1570 verstorbene Katharina geborene von Degenberg und erste Gemahlin des Grafen Ulrich III. von Ortenburg. Von den beiden anderen stark zerstörten Platten betrifft eine Platte eine geborene von Kirchberg und Weißenhorn, die mit einem Grafen von Ortenburg verheiratet war. Man entnahm der Gruft den gut erhaltenen Samtmantel[,] mit dem die sitzende Leiche umhüllt war, den Bihänder, Reste von zwei Dolchen und einigen Kleidungsstücken; dies alles wurde dem Dommuseum zu Passau übergeben. Die Gruft wurde am 20. November 1922 wieder geschlossen.
Nach Auflösung des Dommuseums wurden die Exponate aus der Sixtuskapelle dem Oberhausmuseum in Passau übereignet.

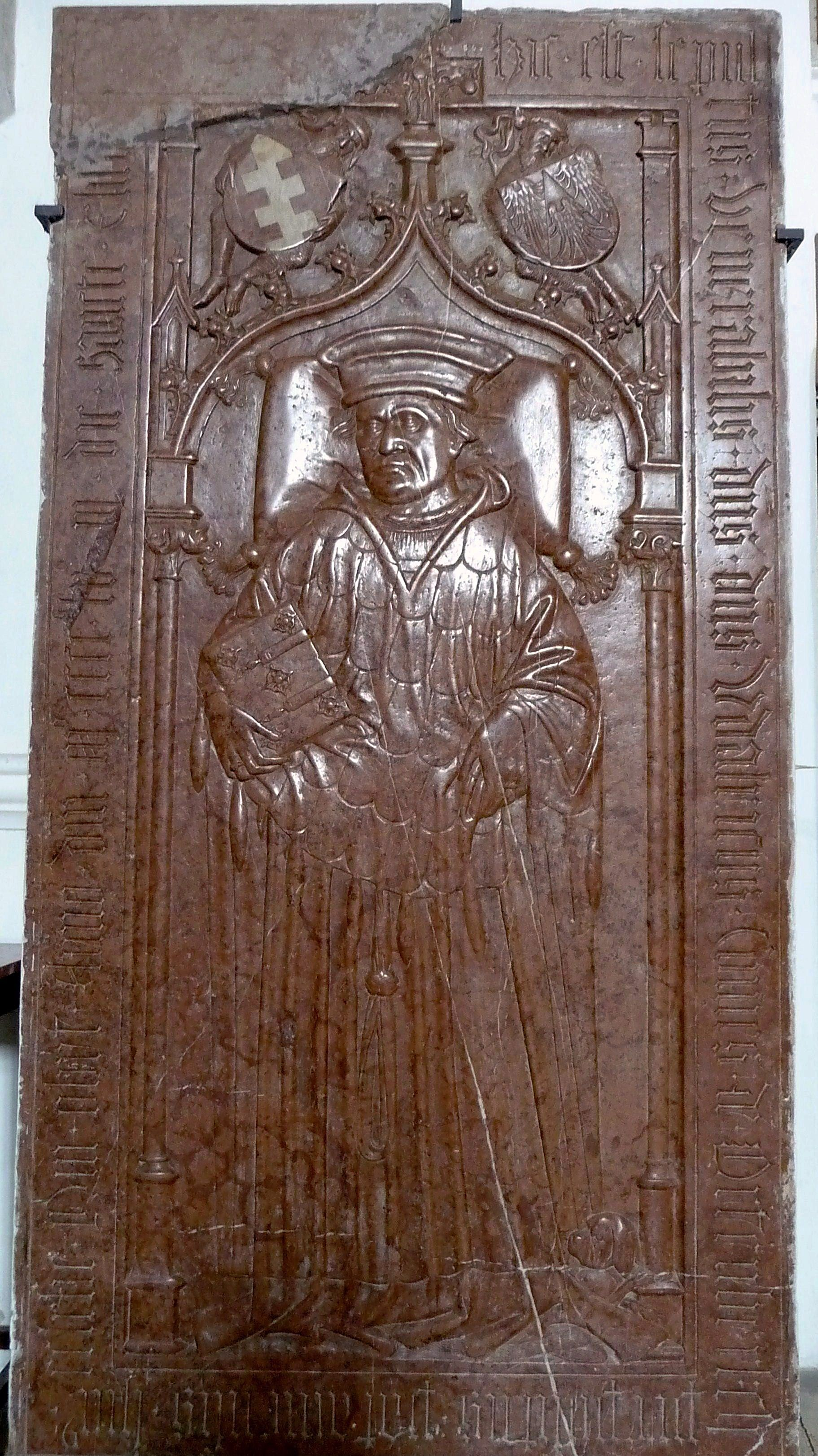
Epitaph von Dompropst Ulrich von Ortenburg

Eine der beiden stark beschädigten Grabplatten ist für Gräfin Ursula von Ortenburg, geborene von Kirchberg und Weißenhorn. Sie war die erste Frau des Grafen Joachim von Ortenburg, welche am 7. September 1570 verstarb. Bei der im Stuhl sitzenden Person handelt es sich um den Grafen Georg Reinhard, welcher am 2. November 1679 in der Kapelle beigesetzt wurde. Sein Leichnam wurde 13 Jahre lang aufgrund des Streits um die Art des Begräbnisses (katholisch oder evangelisch) auf seinem Schloss stehen gelassen, ehe er in der Gruft auf seinem Stuhl sitzend beigesetzt wurde. Hierfür musste damals der Eingang in die Gruft erweitert werden. Die Kosten für diese Arbeit von zwölf Arbeitern und drei Tagen betrug laut einer Rechnung des gräflichen Archivs zu Tambach 924 Gulden und 48 Kreuzer.

## Bauwerk
Die Sixtuskapelle ist an das nördliche Querhaus des Domes angebaut. Die Strebepfeiler des Domschiffes unterteilen den rechteckigen Raum in zwei Nischen. Er ist mit drei Kreuzgewölben gedeckt.
Die Kapelle ist geprägt von den zahlreichen gotischen Grabsteinen in den Seitenwänden. Im Mittelpunkt steht die Tumba des Grafen Heinrich IV. von Ortenburg († 1395) und seiner Frau Agnes von Hals. Auf der Deckplatte befindet sich im weichen Stil die Bildnisfigur (um 1430). Ein bedeutendes Epitaph ist noch das von Dompropst Ulrich I. von Ortenburg († 1455), das ebenso in eine Seitenwand eingelassen ist. An der Nordwand befinden sich hoch oben noch weitere Grabsteine der Familie aus dem 16. Jahrhundert.
In den Wänden sind weitere Rotmarmorepitaphe aus der benachbarten Herrenkapelle eingelassen, die nach einer Umgestaltung 1961/62 in die Sixtuskapelle gebracht wurden.

## Nachgewiesene Beisetzungen
- Rapoto I. von Ortenburg († 26. August 1186)
- Heinrich I. von Ortenburg († 15. Februar 1241)
- Rapoto IV. von Ortenburg († 1296)
- Agnes von Hals († 18. Januar 1392)
- Heinrich IV. von Ortenburg († 8. April 1395)
- Etzel von Ortenburg († 17. Mai 1446)
- Ulrich I. von Ortenburg († 19. November 1455)
- Sebastian I. von Ortenburg († 11. November 1490)
- Veronika von Aichberg († 29. April 1517)
- Barbara von Starhemberg († 30. September 1518)
- Wolfgang von Ortenburg († 29. Juli 1519)
- Ulrich II. von Ortenburg († 7. März 1524)
- Wilhelm von Ortenburg († 12. März 1530)
- Regina Bianca von Wolkenstein († 1539)
- Alexander von Ortenburg († 12. Mai 1548)
- Karl I. von Ortenburg († 15. Dezember 1552)
- Sebastian II. von Ortenburg († 26. August 1559)
- Johann III. von Ortenburg († 22. Februar 1568)
- Ursula von Fugger zu Kirchberg und Weißenhorn († 7. September 1570)
- Katharina von Degenberg († 4. Oktober 1570)
- Georg Reinhard von Ortenburg († 4. September 1666)
- Christian von Ortenburg († 11. September 1684)